# Hypostomus angipinnatus
Hypostomus angipinnatus é uma espécie de peixe da família dos cascudos e da ordem dos siluriformes. Os machos podem alcançar 15 cm de comprimento. São encontrados na América do Sul, mais especificamente, na bacia do rio Paraguai, no Brasil.